# Park Sang-ryung
Park Sang-ryung (nacido el 26 de agosto de 1940) es un escritor coreano. Su obra más famosa es Un estudio sobre la muerte (1975), una novela en la que describe los últimos cuarenta días de un monje sin nombre. Se refiere a su obra como "Japseol" o conversación sobre cualquier tema porque sus escritos conforman una larga meditación metafísica sobre la naturaleza de la humanidad, la trascendencia y la muerte. Tiene fama de escribir obras difíciles, no solo por su exhaustivo uso del simbolismo y la alusión, sino por su estilo complejo y experimental. Hasta el año 2012 ha publicado cinco novelas, tres recopilaciones de relatos cortos y una recopilación de ensayos.

## Biografía
Nació el 26 de agosto de 1940 en Jangsu, provincia de Jeolla del Norte, Corea del Sur. Fue el más joven de ocho hermanos; uno de sus hermanos mayores falleció cuando él tenía cuatro años. Debido a que su madre tenía cuarenta y cinco años cuando él nació, vivió preocupado por lo que ella podría vivir. Esto se hizo más evidente cuando su madre murió cuando él tenía aún dieciséis años. Empezó a escribir poemas en la escuela secundaria y solo empezó a escribir ficción cuando no le fue posible vivir solo de lo que ganaba con la poesía. En 1961 fue a la Escuela Sorabol de Arte para estudiar escritura creativa. Su debut fue en 1963 cuando publicó un relato corto titulado "Ageldama" en la publicación Sasanggye. Su éxito le permitió publicar más relatos. Se cambió a la Universidad Kyunghee para estudiar ciencias políticas y estudios internacionales en 1965, pero nunca fue a clase y en 1967 fue contratado por Sasanggye. Se casó con Bae Yoo-ja ese mismo año, la cual trabajaba como enfermera desde 1959. En 1969 emigró a Vancouver invitado por su mujer. Sus tres hijas nacieron en este periodo. Mientras tanto continuó escribiendo y publicando en coreano. Volvió a Corea en 1998 con la intención de quedarse, pero continuó viajando entre Canadá y Corea. Actualmente vive en Seúl.

## Obra
Park Sang-ryung considera su obra como algo entre la novela y el texto religioso, puesto que explora cómo se puede alcanzar el Moksha a través de la evolución física y espiritual. 
Describe su obra como un tratado sobre "mwalm"(뫎), que es una palabra compuesta de cuerpo, habla y mente. Este es un tema importante en su obra porque representa el camino desde el universo del cuerpo a través del universo del habla para llegar al universo de la mente. Ya que solo los humanos pueden pertenecer a esos tres universos (los animales no pueden hablar, los dioses no tienen cuerpo y la naturaleza no tiene mente), son los únicos que pueden escapar del círculo de vida y muerte y acabar con su sufrimiento. El pasaje entre estos universos es lo que constituye la evolución física y espiritual hacia Moksha. 
Para descubrir lo que es "mwalm", sus obras tratan temas como el tiempo, la relación entre la divinidad y el hombre, los sueños y la naturaleza. Sin embargo, Pravritti y Nivritti son los temas más predominantes en su obra. Define Pravritti y Nivritti como el progreso y el retraimiento, o más específicamente una idea contenida en el Samsara y un marco que guarda el Nirvana. En Pravritti o Rūpa, no hay fin de los tiempos, por ende no hay control del violento y lujurioso ciclo del Samsara. Del otro lado, Nivritti o Sunyata es el universo inalterable donde el alma se libera.

## Estilo
Es conocido por escribir frases largas y compuestas solo separadas por comas. Las frases tienen una longitud de seis a diez líneas, algo poco usual en la literatura coreana. También los personajes de sus obras hablan a menudo una forma modificada del dialecto de Jeolla y juegan con la gramática También aparecen en su obra caracteres chinos, palabras antiguas coreanas y términos poco conocidos. Estas características estilísticas se interpretan como el intento del autor de superar los límites del idioma coreano.

## Premios
- 1963 – Premio al mejor nuevo escritor de Sasanggye
- 1999 – 2º premio literario Kim Dong-ri